# Fiat 124 Sport Spider
Fiat 124 Sport Spider — спортивний автомобіль-кабріолет, що випускається компанією Fiat в 1966–1985 роках. Розроблений і виготовлений на італійській фабриці Carrozzeria Pininfarina, Sport Spider, з переднім двигуном і заднім приводом дебютував на Туринському автосалоні в листопаді 1966 року в стилі Тома Тьяарда.

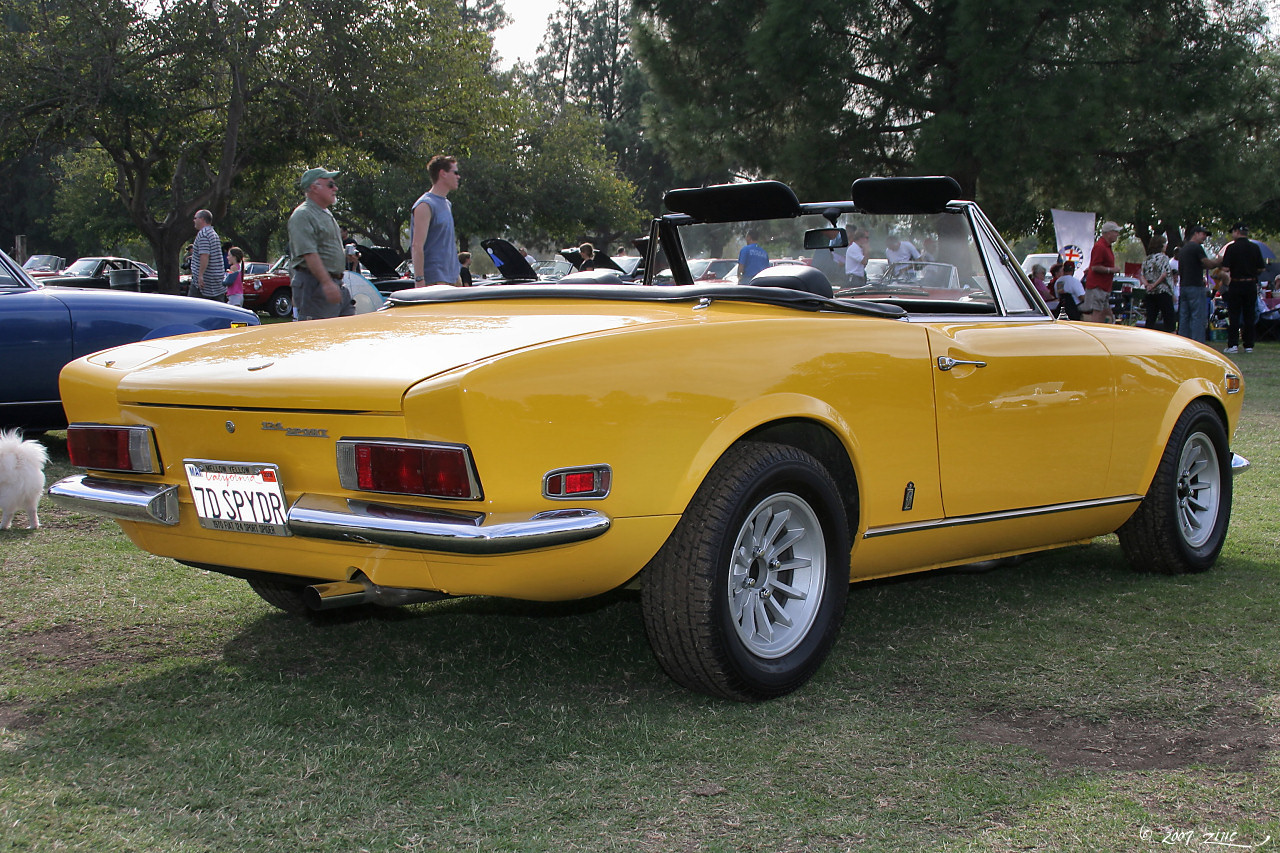

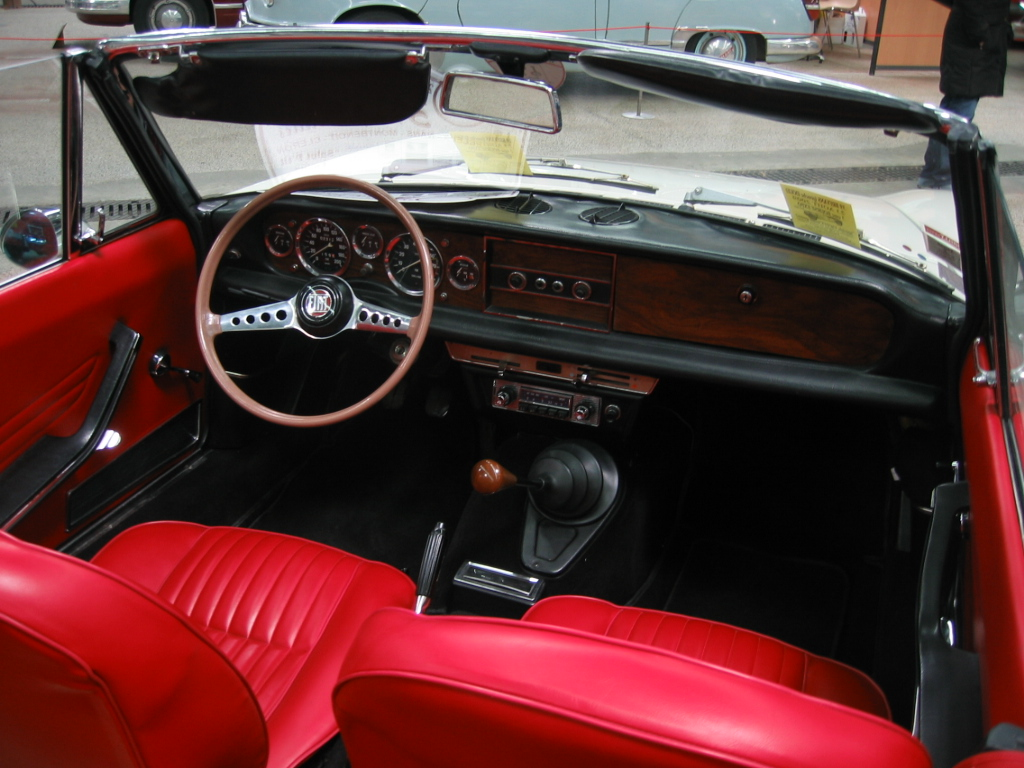

Пізніше Fiat продавав автомобіль як Spider 2000 (1979–1982). Після того, як компанія Fiat припинила роботу, Pininfarina продовжила виробництво моделі під власним брендом як Pininfarina Spider Azzurra для північноамериканського ринку та Pininfarina Spidereuropa для європейського ринку ще протягом трьох років, з серпня 1982 по 1985 рік.
У 2015 році на автосалоні в Лос-Анджелесі був представлений наступник Fiat 124 Spider.

## Двигуни
| 1.4              | 1438 | І4 | 90 (66)/6000  | 80x71,5 | 8,9:1 | 1966–1973 |
| 1.6              | 1592 | І4 | 108 (79)/6000 | 80x79,2 | 9,8:1 | 1973–1977 |
| 1.6              | 1608 | І4 | 110 (81)/6400 | 80x80   | 9,8:1 | 1970–1973 |
| 1.8              | 1756 | І4 | 87 (64)/6200  | 84x79,2 | 8,1:1 | 1974–1978 |
| 1.8              | 1756 | І4 | 118 (87)/6000 | 84x79,2 | 9,8:1 | 1973–1977 |
| 1.8              | 1756 | І4 | 118 (87)/5800 | 84x79,2 | 9,8:1 | 1974–1978 |
| 1.8 Abarth Rally | 1756 | І4 | 128 (94)/6200 | 84x79,2 | 9,8:1 | 1973–1975 |
| 2.0              | 1995 | І4 | 83 (61)/5800  | 84x90   | 8,1:1 | 1979–1981 |
| 2.0              | 1995 | І4 | 102 (75)/5500 | 84x90   | 8,1:1 | 1979–1985 |
| 2.0              | 1995 | І4 | 105 (77)/5500 | 84x90   | 8,1:1 | 1979–1985 |
| 2.0              | 1995 | І4 | 135 (99)/6000 | 84x90   | 7,5:1 | 1984–1985 |